# ケプラー1708
ケプラー1708（英: Kepler-1708）とは、地球から約5500光年離れた位置に存在する恒星である。1つの太陽系外惑星を持つことが知られており、さらにその惑星は太陽系外衛星を持つ可能性がある。ケプラー1708は太陽半径の約1.117倍、太陽質量の約1.088倍を持つ恒星である。年齢は約31.6億年とされている。
| 太陽 | ケプラー1708 |
| ---- | ------------ |
| 太陽 | Exoplanet    |

## 惑星系
ケプラー1708には、2022年1月12日にトランジット法によって木星型惑星であるケプラー1708bが発見された。公転周期は約737日で、ケプラー1708から約1.64天文単位離れた位置を公転している。さらに、ケプラー1708bの周囲を公転する衛星ケプラー1708b Iが存在する可能性が示され、この衛星の誤検出率は約1%であるが、この時点では候補段階である。ケプラー1708b Iはケプラー1708bの周囲を約4.6日の公転周期で公転しているミニ・ネプチューンの衛星である。
| 名称 （恒星に近い順） | 質量    | 軌道長半径 （天文単位） | 公転周期 (日)            | 軌道離心率 | 軌道傾斜角 | 半径               |
| --------------------- | ------- | ----------------------- | ------------------------ | ---------- | ---------- | ------------------ |
| b                     | <4.6 MJ | 1.64±0.10               | 737.1131+0.00146 −0.0077 | <0.40      | —          | 9.96+0.60 −0.59 R⊕ |